# Геометрична скінченність
У геометрії групу ізометрій гіперболічного простору називають геометрично скінченною, якщо вона має коректну фундаментальну область.
Гіперболічний многовид називається геометрично скінченним, якщо його можна описати в термінах геометрично скінченних груп.

## Геометрично скінченні многогранники
Опуклий многогранник {\displaystyle C} у гіперболічному просторі називається геометрично скінченним, якщо його замикання {\displaystyle {\overline {C}}} у конформній компактифікації гіперболічного простору має наступну властивість:
- Для будь-якої точки {\displaystyle x} в {\displaystyle {\overline {C}}} існує окіл {\displaystyle U} точки {\displaystyle x} такий, що всі грані {\displaystyle {\overline {C}}}, що перетинаються з {\displaystyle U}, також проходять через {\displaystyle x}.[1]

Наприклад, будь-який многогранник зі скінченною кількістю граней геометрично скінченний. У гіперболічному просторі розмірності не більше {\displaystyle 2} будь-який геометрично скінченний многогранник має скінченну кількість сторін, але є геометрично скінченні многогранники у розмірності {\displaystyle 3} і вище з нескінченною кількістю сторін. Наприклад, в евклідовому просторі {\displaystyle \mathbb {R} ^{n}} розмірності {\displaystyle n\geq 2} є многогранник {\displaystyle P} з нескінченною кількістю сторін.
Модель верхньої напівплощини {\displaystyle (n+1)}-вимірного гіперболічного простору в {\displaystyle \mathbb {R} ^{n+1}} проектується на {\displaystyle \mathbb {R} ^{n}}, а обернений образ многогранника {\displaystyle P} при цій проєкції є геометрично скінченним многогранником з нескінченною кількістю сторін.
Геометрично скінченний многогранник має лише скінченну кількість вершин, і всі сторони, крім скінченної кількості, перетинаються в одній з вершин.

## Геометрично скінченні групи
Дискретна група {\displaystyle G} ізометрій гіперболічного простору називається геометрично скінченною, якщо вона має фундаментальну область {\displaystyle C}, яка є опуклою, геометрично скінченною та точною (будь-яка грань є перетином {\displaystyle C} і {\displaystyle gC} для деякого {\displaystyle g\in {G}}).
У гіперболічних просторах розмірності не більше {\displaystyle 3} кожен точний, опуклий фундаментальний многогранник для геометрично скінченних групи має лише скінченну кількість сторін, але у розмірності {\displaystyle 4} і вище існують приклади многогранників з нескінченною кількістю сторін.
У гіперболічних просторах розмірності не більше {\displaystyle 2} скінченно породжені дискретні групи є геометрично скінченними, але Грінберг (1966) показав, що існують приклади скінченно породжених дискретних груп у розмірності {\displaystyle 3}, які не є геометрично скінченними.

## Геометрично скінченні многовиди
Гіперболічний многовид називається геометрично скінченними, якщо він має скінченну кількість компонентів, кожен з яких є гіперболічним фактор-простором за геометрично скінченною дискретною групою ізометрій.